# Kuzköy, Kabataş
Kuzköy là một xã thuộc huyện Kabataş, tỉnh Ordu, Thổ Nhĩ Kỳ. Dân số thời điểm năm 2010 là 537 người.